# Stenolpium asperum asperum
Stenolpium asperum es una subespecie de arácnido del orden Pseudoscorpionida de la familia Olpiidae.

## Distribución geográfica
Se encuentra en Perú.